# Barry Roycroft
Barry Thomas Roycroft (25 de mayo de 1944) es un jinete australiano que compitió en la modalidad de concurso completo. Es hijo del jinete William Roycroft, y su hermano Wayne compitió en el mismo deporte.
Ganó una medalla de plata en el Campeonato Mundial de Concurso Completo de 1986, en la prueba por equipos. Participó en dos Juegos Olímpicos de Verano, en los años 1976 y 1988, ocupando el quinto lugar en Seúl 1988, en la misma prueba.
En 2000 fue condecorado con la Medalla Deportiva Australiana y en 2016 fue nombrado miembro de la Orden de Australia (AM).

## Palmarés internacional
| Campeonato Mundial | Campeonato Mundial | Campeonato Mundial | Campeonato Mundial |
| Año                | Lugar              | Medalla            | Categoría          |
| ------------------ | ------------------ | ------------------ | ------------------ |
| 1986               | Gawler (Australia) | Medalla de bronce  | Por equipos        |